# Mystery Disc
Mystery Disc è una raccolta di rarità del musicista statunitense Frank Zappa, pubblicata nel 1998.

## Descrizione
La raccolta è stata pubblicata in CD nel 1998, riunendo su unico disco i brani che erano originariamente stati pubblicati su due vinili separati e inclusi come bonus nel cofanetto Old Masters, pubblicato in tre volumi dal 1985 al 1987. (I "Mystery Disc" erano presenti solo nel primo e nel secondo volume). Il CD omette due tracce rispetto alla versione nel box set, Why Don'tcha Do Me Right? e Big Leg Emma, entrambe incluse nella ristampa in formato CD di Absolutely Free (1967).
I brani presenti nel Mystery Disc coprono le prime fasi della carriera di Zappa, e risalgono ad un periodo databile tra il 1962 e il 1969. Alcune delle prime tracce, come I Was a Teen-Age Malt Shop, The Birth of Captain Beefheart e Metal Man Has Won His Wings, furono tutte registrate nel 1964 con Captain Beefheart alla voce. Metal Man Has Won His Wings vede Beefheart leggere il testo della canzone prendendolo direttamente da un annuncio presente all'interno di un fumetto.

## Tracce
Testi e musiche di Frank Zappa.
1. Theme from Run Home Slow – 1:23
2. Original Duke of Prunes – 1:17
3. Opening Night at Studio Z (Collage) – 1:34
4. The Village Inn – 1:17
5. Steal Away – 3:43 – Jimmy Hughes
6. I Was a Teen-Age Malt Shop – 1:10
7. The Birth of Captain Beefheart – 0:18
8. Metal Man Has Won His Wings – 3:06
9. Power Trio from The Saints 'n Sinners – 0:34
10. Bossa Nova Pervertamento – 2:15
11. Excerpt from The Uncle Frankie Show – 0:40
12. Charva – 2:01
13. Speed-Freak Boogie – 4:14
14. Original Mothers at The Broadside (Pomona) – 0:55
15. Party Scene from Mondo Hollywood – 1:54
16. Original Mothers Rehearsal – 0:22
17. How Could I Be Such a Fool? – 1:49
18. Band introductions at The Fillmore West – 1:10
19. Plastic People – 1:58 – Richard Berry, Zappa
20. Original Mothers at Fillmore East – 0:50
21. Harry, You're a Beast – 0:30
22. Don Interrupts – 4:39
23. Piece One – 2:26
24. Jim/Roy – 4:04
25. Piece Two – 6:59
26. Agency Man – 3:25
27. Agency Man (Studio Version) – 3:27
28. Lecture from Festival Hall Show – 0:21
29. Wedding Dress Song/The Handsome Cabin Boy – 2:36 – Trad., arr. Zappa
30. Skweezit Skweezit Skweezit – 2:57
31. The Story of Willie the Pimp – 1:33
32. Black Beauty – 5:23
33. Chucha – 2:47
34. Mothers at KPFK – 3:26
35. Harmonica Fun – 0:41

Le tracce erano così divise nei due Mystery Disc inclusi nel box set originale:
- Mystery Disc numero 1: tracce 1–20, più Why Don'tcha Do Me Right? e Big Leg Emma
- Mystery Disc numero 2: tracce 21–35